# Dunnottar
Hrad Dunnottar (anglicky: Dunnottar Castle), leží na jih od skotského Aberdeenu, při samém pobřeží Severního moře, nedaleko města Stonehaven. První části hradu byly vybudovány na 50 metrů vysoké skále někdy v 7. století. Hrad byl budován postupně a jednotlivé části mají různou dobu vzniku. Zajímavostí je, že hrad nikdo nedokázal dobýt téměř čtyři století, což souvisí s obtížným přístupem na skálu, kde se nachází. V roce 1685 byl hrad používán jako věznice pro vzbouřence vedené devátým hrabětem z Argyllu.